# Borup (Gørløse Sogn)
 For alternative betydninger, se Borup. (Se også artikler, som begynder med Borup)
Borup er en bebyggelse i Gørløse Sogn.

## Historie
Borup bestod i 1682 af fire gårde og to huse uden jord. Det samlede dyrkede areal udgjorde 202,7 tønder land skyldsat til 62,69 tønder hartkorn. Dyrkningsformen var trevangsbrug.
Borup havde uforandret fire gårde, da landsbyen blev udskiftet og en enkelt gård blev udflyttet.

### Teglværk og trinbræt
Ved Borup blev i 1898 oprettet et stort teglværk, hvilket fik betydning i forbindelse med Frederiksværkbanen, idet et sidespor til Borup Teglværk blev oprettet allerede i 1898, mens Borupgård Trinbræt blev oprettet år 1900. Da Frederiksværkbanens forløb blev omlagt omkring 1950, blev der oprettet både et nyt trinbræt og et nyt sidespor til teglværket. Trinbrættet blev nedlagt 11. januar 2009.